# شتات أوكراني

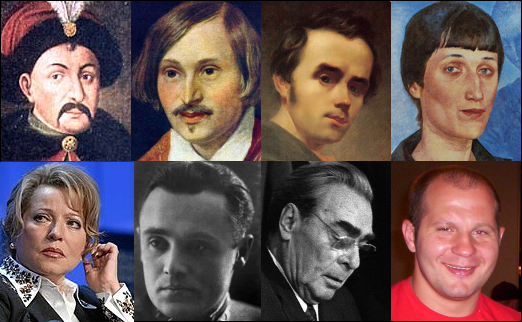
مجموعة من الأوكرانيين المشهورين في روسيا. لأعلى (من اليسار إلى اليمين): بوهدان خميلنيتسكي، نيكولاي غوغول، تاراس شيفتشينكو، آنا أخماتوفا. من الأسفل (من اليسار إلى اليمين): فالنتينا ماتفيينكو، سيرغي كوروليوف، ليونيد بريجنيف، فيدور إميليانينكو

يشتمل الشتات الأوكراني على أوكرانيين وذريتهم من الذين يعيشون خارج أوكرانيا في مختلف أنحاء العالم، وخاصة أولئك الذين حافظوا على نوع من الارتباط، ولو كان مؤقتًا، بأرض أجدادهم، ومحافظين على مشاعر حيال الهوية الوطنية الأوكرانية داخل مجتمعهم المحلي. ينتشر الشتات الأوكراني في العديد من المناطق في مختلف أنحاء العالم، بما في ذلك بلدان ما بعد الاتحاد السوفييتي، وأوروبا الوسطى، والأميركيتين.

## التوزع
ينتشر الشتات الأوكراني في العديد من المناطق في مختلف أنحاء العالم. يتركز على نحو خاص في دول ما بعد الاتحاد السوفييتي (بيلاروسيا، وكازاخستان، ومولدوفا، وروسيا)، وأوروبا الوسطى (تشيكيا، وألمانيا، وبولندا)، وأميركا الشمالية (كندا والولايات المتحدة)، وأميركا الجنوبية (الأرجنتين والبرازيل).

## التاريخ

### بين عامي 1608 و1880
بعد الخسارة التي تكبدها التحالف الأوكراني السويدي بقيادة إيفان مازيبا في معركة بولتافا في عام 1709، استقر بعض المهاجرين السياسيين، وخاصة القوزاق، في تركيا وأوروبا الغربية.
في عام 1775، بعد سقوط كيان دولة زابوروجي سيتش في يد الإمبراطورية الروسية، هاجر عدد أكبر من القوزاق إلى دبروجة في الإمبراطورية العثمانية (الآن في رومانيا)، في حين استقر آخرون في منطقتي فولغا والأورال في الإمبراطورية الروسية.
في النصف الثاني من القرن الثامن عشر، شكل أوكرانيون من منطقة زاكارباتيا أوبلاست مستوطنات زراعية في مملكة هنغاريا، أساسًا في منطقتي باتشكا وسيرميا. تقع المنطقتان اليوم في مقاطعة فويفودينا بجمهورية صربيا.
ومع الوقت، ظهرت المستوطنات الأوكرانية في العواصم الأوروبية الرئيسية، بما فيها فيينا وبودابست وروما ووارسو.
بحلول عام 1880، كان الشتات الأوكراني يتألف من نحو 1.2 مليون نسمة، ما يمثل نحو 4.6% مجموع الأوكرانيين، وتوزع على النحو الآتي:
- 0.7 مليون في الجزء الأوروبي من الإمبراطورية الروسية.
- 0.2 مليون في الإمبراطورية النمساوية المجرية.
- مليون في الجزء الآسيوي من الإمبراطورية الروسية.
- مليون في الولايات المتحدة.

### بين عامي 1880 و1920
في الربع الأخير من القرن التاسع عشر، وبسبب إعادة التوطين الزراعي، حصل نزوح هائل للأوكرانيين من الإمبراطورية النمساوية المجرية إلى الأميركيتين ومن الإمبراطورية الروسية إلى الأورال وآسيا (سيبيريا وكازاخستان).
من التحركات الثانوية هجرة 10 آلاف أوكراني من غاليسيا البوسنة تحت رعاية الحكومة النمساوية المجرية.
فضلًا عن ذلك، وبسبب التوتر الروسي، غادر 15 أوكرانيًا غاليسيا وبوكوفينا واستقروا في روسيا. عاد معظم هؤلاء المستوطنين لاحقًا.
نهايةً، في الإمبراطورية الروسية، هاجر بعض الأوكرانيين من منطقتي تشيلم وبودلاسكي، فضلًا عن أغلب اليهود، إلى الأميركيتين.
عاد بعض من الذين تركوا وطنهم. مثلًا، عاد 70 ألف أوكراني من أصل 393 ألف مهاجر إلى الولايات المتحدة الأمريكية إلى وطنهم.
عمل معظم المهاجرين إلى الولايات المتحدة الأمريكية في قطاعي البناء والتعدين. عمل العديد منهم في الولايات المتحدة بصفة مؤقتة للحصول على تحويلات نقدية.
في تسعينيات القرن التاسع عشر، هاجر مستوطنون زراعيون أوكرانيون إلى البرازيل والأرجنتين بدايةً. إلا أن مؤلفات جوزف أولسكيو، بروفسور وقومي في غاليسيا، كانت مؤثرة في توجيه هذا التدفق إلى كندا. زار أولسكيو مستوطنة أوكرانية قائمة أنشئت من قبل إيوان بيليبيو، والتقى بمسؤولي الهجرة الكنديين. أشاد كتيباه حول موضوع الهجرة بالولايات المتحدة باعتبارها مكانًا مناسبًا للعمل المأجور، ولكن الكتيبين ذكرا أن كندا هي أفضل مكان للمستوطنين الزراعيين للحصول على أراض حرة. على النقيض من هذا، انتقد هازاري بشدة المعاملة التي لقيها المستوطنون الأوكرانيون في أميركا الجنوبية. بعد كتاباته، ازداد تدفق الأوكرانيين البطيء إلى كندا بشكل كبير.
قبل بداية الحرب العالمية الأولى، هاجر نحو 500 ألف أوكراني إلى الأميركيتين. أمكن تقسيم الهجرة حسب البلد على النحو الآتي:
- إلى الولايات المتحدة الأمريكية: نحو 350 ألفًا.
- إلى كندا: نحو 100 ألف.
- إلى البرازيل والأرجنتين: نحو 50 ألفًا.

في عام 1914، بلغ عدد الشتات الأوكراني في الأمريكتين بين 700 ألف و750 ألف فرد، على النحو الآتي:
- في الولايات المتحدة الأمريكية: بين 500 ألف و550 ألف فرد.
- نحو 100 ألف فرد في كندا.
- نحو 50 ألفًا في البرازيل.
- بين 15 ألف و20 ألفًا في البرازيل.

انتمى معظم المهاجرين إلى الأمريكيتين إلى الكنيسة الكاثوليكية اليونانية. أدى ذلك إلى تعيين أساقفة كاثوليك يونانيين في كندا والولايات المتحدة الأميركية. أدت الحاجة إلى التضامن إلى إنشاء منظمات دينية وسياسية واجتماعية أوكرانية. حافظت هذه المنظمات الأوكرانية الجديدة على روابطها مع الوطن، ومن ذلك انطلقت كتب ووسائل إعلامية وقساوسة وشخصيات ثقافية وأفكار جديدة. إلى جانب ذلك، أدى النفوذ المحلي، فضلًا عن النفوذ من وطنهم، إلى إحياء الصحوة الوطنية. في بعض الأحيان، سبق الشتات زمنهم في عملية الصحوة.
أسس المهاجرون من منطقتي ترانسكارباتيا وليمكوس منظماتهم الخاصة وكان لهم التسلسل الهرمي الخاص بهم للكنيسة اليونانية الروثانية الكاثوليكية. غالبًا ما يعتبر هؤلاء المهاجرون روسينيين أو روثانيين، ويعتبرهم البعض مختلفين عن الأوكرانيين الآخرين. لكن في الأرجنتين والبرازيل، عرف المهاجرون من ترانسكارباتيا ومنطقة ليمكوس أنفسهم على أنهم أوكرانيون.
ركزت أغلبية الجالية الأوكرانية في الأمريكتين على تحرير الأمة والحصول على الاستقلال. على ذلك، خلال الحرب العالمية الأولى والكفاح من أجل الحرية في أوكرانيا بين عامي 1919 و1920، سعى الشتات الأوكراني في الولايات المتحدة الأمريكية وكندا بدأب إلى حمل الحكومتين على دعم قضيتهما. الملاحظة المثيرة للاهتمام هي الدور الذي لعبه الروثينيون لإقناع حكومة الولايات المتحدة بإدراج منطقة ترانسكارباتيا في الجمهورية التشيكوسلوفاكية في عام 1919، أرسل الشتات الأوكراني مندوبين إلى مؤتمر باريس للسلام.
من ناحية أخرى، كان الشتات الأوكراني في الإمبراطورية الروسية، وخاصة في آسيا، زراعيًا في الأساس. بعد عام 1860، استقر الشتات أساسًا في منطقتي فولغا والأورال، في حين أنه في الربع الأخير من ذلك القرن، وبسبب عدم وجود مساحة للاستيطان، توسع الشتات إلى غرب سيبيريا وتركستان والشرق الأقصى، بل وحتى إلى زيليني كلاين (أوكرانيا الخضراء). في تعداد هجرته الإمبراطورية الروسية عام 1897، انقسم مليون و560 ألف أوكراني على النحو الآتي:
- في الجزء الأوروبي من الإمبراطورية: مليون و232 ألفًا.
  - في الفولغا والأورال 393 ألفًا.
  - في الأجزاء غير الأوكرانية (من جانب إثنوغرافي) في منطقتي كورسك وفورونيج: 232 ألفًا.
  - نحو 150 ألفًا في بيسارابيا.
- في الجزء الآسيوي من الإمبراطورية: 311 ألفًا.
  - في منطقة القوقاز: 117 ألفًا.

في العقود التالية، ازدادت الهجرة الأوكرانية إلى آسيا (هاجر ما يقرب من 1.5 مليون أوكراني)، حتى أنه في عام 1914، كان هناك ما يقرب من مليوني أوكراني في الجزء الآسيوي من الإمبراطورية الروسية. في كامل الإمبراطورية الروسية، بلغ عدد الأوكرانيين في الشتات 3.4 مليون أوكراني. استوعب معظم هؤلاء الأفراد بسبب نقص الوعي الوطني والقرب من السكان الروس المحليين، لا سيما من الناحية الدينية.
على عكس المهاجرين من الإمبراطورية النمساوية المجرية، فإن المهاجرين الأوكرانيين من الإمبراطورية الروسية لم يؤسسوا تنظيماتهم الخاصة ولم تكن هناك العديد من التفاعلات مع وطنهم. فقط ثورة عام 1917 كانت من سمحت بإنشاء منظمات أوكرانية مرتبطة بإعادة الإحياء الوطني والسياسي في أوكرانيا.